# Faragó László neveléstudós publikációs listája
Válogatás Faragó László neveléstudós tudományos publikációiból.

## Válogatás műveiből

### Könyveiből
- A harmadik humanizmus és a Harmadik Birodalom – Apollo könyvtár, 2. – Radó Nyomda, Budapest, 1935, 112 o.
- A modern fizikai világkép és az ember – Filozófiai értekezések, 8. – Egyetemi Nyomda, Budapest, 1937, 44 o.
- Iskola és társadalom. Az angol demokrácia neveléspolitikája – Egyetemi Nyomda, Budapest, 1946, 96 o.
- Demokrácia és nevelés – tanulmányok – Új könyvtár, 34. – Irodalmi és Művelődési Intézet, Budapest, 1948, 232 o.
- A Szovjetunió nevelési rendszere – A Magyar Dolgozók Pártja Kultúrpolitikai Akadémiája. Köznevelési előadások, 4. – Szikra, Világosság Nyomda, Budapest, 1949, 37 o.
- Új nevelés kérdései – Új nevelés könyvtára, 1. – Egyetemi Nyomda, Budapest, 1949, 347 o. (társszerzővel)

Hasonmás kiadások: Országos Pedagógiai Könyvtár és Múzeum, Budapest, 1990, 346 o. – ISBN 963-7516-60-3; Országos Pedagógiai Könyvtár és Múzeum, Budapest, 1996, 355 o. – ISBN 963-7644-59-8
- Matematikai szakköri feladatgyűjtemény – Középiskolai szakköri füzetek –Tankönyvkiadó, Budapest, 1953, 240 o. (3. kiadás 1963.)
- Matematika az ipari és mezőgazdasági technikumok 4, osztálya számára – Tankönyvkiadó, Budapest, 1955, 150 o. (4. kiadás 1958; bővítve társszerzővel 10. kiadás 1964.)
- Matematika a gimnáziumok 1. osztálya számára – Tankönyvkiadó, Budapest, 1956, 343 o. (társszerzővel; 10. kiadás 1964.)
- A koordináta-geometria tanításának módszertana – Szocialista nevelés könyvtára, 126. – Tankönyvkiadó, Budapest, 1957, 159 o.
- Szöveges feladatok megoldása egyenlettel – Tankönyvkiadó, Budapest, 1960, 222 o. (4. kiadás 1969.)
- Munka –munkára nevelés – munkaiskola – Akadémiai Nyomda, Budapest, 1961, 143–166. o. (Knyl. Magyar Pedagógia)
- Az absztrakció és az elemzés nehézségei az algebra tanulásának kezdeti szakaszában – Akadémiai Nyomda, Budapest, 1962, 119–138. o. (Klny. Pszichológiai tanulmányok)
- A számelmélet elemei – Középiskolai szakköri füzetek – Tankönyvkiadó, Budapest, 1964, 114 o. (2. kiadás 1968.)

### Tanulmányok, folyóiratcikkek (válogatás)

#### 1932–1944
- Az állampolgári nevelés a középiskolai mennyiségtan tanításban – Magyar Paedagogia, 1932, 32–36. o.

   * Weszely Ödön 1867–1936. (nekrológ) – Athenaeum, 1936, 73–74. o.
- A harmadik humanizmus és a Harmadik Birodalom – Apolló, 1936. 1. évf. 177–288. o.
- A természettudomány helyzete a művelődés rendszerében – Magyar Paedagogia, 1937, 61–70. o.

   * Humanizmus (hozzászólás a Magyar Filozófiai Társaság 1938. november 8-i Mátrai László vezette vitaülésén) – Athenaeum, 1938, 231–232. o.
- A német közoktatásügy az államátalakulás óta – Magyar Paedagogia, 1938, 86–96; 140–147. o.
- A modern természettudományos világkép. (A Magyar Filozófiai Társaság 1939. január hó 12-i vitaülését bevezető előadás) – Athenaeum, 1939, 94–117. o.
- A megismerés szociológiája. (A Magyar Filozófiai Társaság 1940. április 9-i vitaülését bevezető előadás) – Athenaeum, 1940, 343–367. o.

   * Platonizmus (hozzászólás a Magyar Filozófiai Társaság 1940. november 5-i Kerényi Károly vezette vitaülésén) – Athenaeum, 1941, 74–76. o.
   * A filozófia története (hozzászólás a Magyar Filozófiai Társaság 1941. május 6-i Mátrai László vezette vitaülésén) – Athenaeum, 1941, 434–437. o.
      * Kultúrfilozófia (hozzászólás a Magyar Filozófiai Társaság 1942. május 5-i Mátrai László vezette vitaülésén) – Athenaeum, 1942, 433–436. o.
   * Metafizika és értékelmélet (hozzászólás a Magyar Filozófiai Társaság 1942. január 13-i Zemplén György vezette vitaülésén) – Athenaeum, 1942, 190–210. o.
   * Természetfilozófia (hozzászólás a Magyar Filozófiai Társaság 1942. április 7-i Ortvay Rudolf vezette vitaülésén) – Athenaeum, 1942, 402–407. o.
- Szociálpolitika és társadalomnevelés – Szociális Szemle, 1943, 1. sz. 4–10. o.

#### 1945–1950
* Révay József (nekrológ) – Athenaeum, 1945–1946., 34–35. o.
- A fasiszta iskolapolitika kritikája – Embernevelés[halott link], 1945, 3–4. sz. 102–113. o.
- A pedagógiai forradalom és a szovjet iskola szelleme – Köznevelés, 1946, 23. sz. 10–11. o.
- A nevelés méltósága. Gondolatok Pestalozzi születésének kétszázadik évfordulóján – Diárium, 1946, 11–15. o.
- A modern fizikai világkép és az ember – Athenaeum, 1947, 87–128. o.
- A nevelő és a társadalom (Szociológiai elmefuttatás a nevelői hivatás társadalmi megbecsülésének múltjáról és jövőjéről) – Pedagógus Értesítő, 1947. 9. sz. 2–5. o.
- Az általános iskola kérdéseihez – Embernevelés, 1948, 198–202. o.
- A budapesti Pedagógiai Főiskola megszervezése és diákönkormányzata – Köznevelés, 1948, 207–210. o.
- A Szovjetunió nevelési rendszere – Embernevelés, 1949, 109–130. o.
- A pedagógiai főiskolák nevelőképző feladata – Embernevelés, 1949, 163–171. o.
- A budapesti Pedagógiai Főiskola tanulmányi eredményei – Embernevelés, 1949, 6. sz. 236–259. o.
- A „koalíciós neveléstudomány” bukása – Magyar Pedagógia, 1950, 66–77. o.

#### 1954–1965
* A 4. osztályos függvénytani anyag tanításának előkészítése a gimnázium három első osztályában – A Matematika Tanítása, 1954, 8–15. o.
- „Világnézeti nevelés” a Horthy-rendszer középiskolai számtankönyveiben (Részlet Faragó László akadémiai pályadíjat nyert munkájából) – Budapesti Nevelő, 1955. március, 22–26. o.
- A neveléstudományi kutatás néhány problémája – Köznevelés, 1957, 78–80. o
- Amiben Füreden megegyeztünk…(A balatonfüredi pedagógus táborozás előremutató törekvései és határozatai) – Pedagógiai Szemle, 1958, 212– 228. o.
- I. gimnáziumi tanulók matematikai absztrakciós képessége (Adalékok a „növekedés” és „növelés” kérdésének pedagógiai dialektikájához) – Pedagógiai Szemle, 1958, 666–685. o.
- A matematikaóra megtervezésének és levezetésének kérdései az általános iskolában – A Matematika Tanítása, 1959, 1–17. o. (társszerzővel)
- Számonkérés a középiskolai matematika órákon (Feladatok és helyzetkép) – Pedagógiai Szemle, 1959, 795–814. o. (társszerzőkkel)
- Általános iskolai matematikatanításunk eredményei a 10–12 éves tanulók gondolkodásának fejlesztésében. – Összehasonlító vizsgálat egy negyven évvel ezelőtti felmérés megismétlésével. – Pedagógiai Szemle, 1960, 757–774. o.
- Munka, munkára nevelés, munkaiskola (Gondolatok a probléma történeti vizsgálatához) – Magyar Pedagógia, 1961, 2. sz. 143–166. o.

   * Az irányelvek és a neveléstudomány feladatai (hozzászólás Nagy Sándor előadásához) – Magyar Pedagógia, 1961, 139–141. o.
- Az angol köznevelés időszerű kérdéseiről – Pedagógiai Szemle, 1961, 532–542. o.

   * A Budapesten 1962. október 4-én és 5-én megtartott nemzetközi pedagógiai munkaértekezlet anyaga. Faragó László hozzászólás – Magyar Pedagógia, 1963, 84–98. o.
- Nemzetközi matematikaoktatási szimpózium Budapesten (1962. VIII. 27–IX.8.) – Magyar Tudomány, 1962, 784–788. o.
- A korszerű matematikaoktatás pszichológiai problémái. Beszámoló a budapesti Matematikaoktatási Szimpóziumon felvetett pszichológiai vonatkozású kérdéseiről – Magyar Pszichológiai Szemle, 1963, 441–448. o.
- Magyar pedagógus – Nigériában – Köznevelés, 1965, 391–394. o.

### Fordításaiból
- Eduard Spranger: Kultúrák találkozásáról és küzdelméről – Budapesti Szemle, 1940, 757. sz. 137–158. o;  A Magyar – Német Társaság kiadványai, 3. – Sylvester Rt., Budapest, 1940, 24 o;  Klny. Franklin Nyomda, Budapest, 1940
- Apponyi Albert, gróf: Világnézet és politika – Filozófiai értekezések – Magyar Filozófiai Társaság, Budapest, 1941, 67 o.
- Platón összes művei 1–2. – Magyar Filozófiai Társaság, Budapest, 1943 (többekkel)
- Platón összes művei 1–3. – Bibliottheca classica – Európa Kiadó, Budapest, 1984 (többekkel – Faragó László a Prótagorasz – 1. köt. 173–266. o. – valamint a Hatodik és Hetedik levél – 3. köt. 1035–1083. o. – fordítója) – ISBN 963-07-3229-7
- Eduard Spranger: A pedagógiai géniusz [ Szókratész, Pestalozzi, Fröbel ]. Erosz – Az Egyetemi Nyomda kistanulmányai – Egyetemi Nyomda, Budapest, 1946, 26 o.
- V. L. Ginzburg – L. M. Levin: Fizikai feladatok. 2. – Fénytan, molekuláris és atomfizika – Egyetemi tankönyv – Tankönyvkiadó, Budapest, 1951, 290 o.
- M. A. Mihejev: A hőátadás gyakorlati számításának alapjai –  Egyetemi segédkönyv – Tankönyvkiadó, Budapest, 1953, 336 o. (5. kiad. 1973)
- B. Gyelone – O. Zsitominszkij: Geometriai feladatgyűjtemény – Szocialista nevelés könyvtára, 121. – Tankönyvkiadó, Budapest, 1956, 363 o.
- Johann Heinrich Pestalozzi: Válogatott műveiből 1–2. – Összeállította, bevezetővel és jegyzetekkel ellátta Zibolen Endre – Neveléstörténeti könyvtár – Tankönyvkiadó, Budapest, 1959, 451+483 o. (többekkel – A 2. kötet: Stans, Burgdorf, Yverdon – a kötet írásainak jelentős részét Prohászka Lajossal együtt Faragó László fordította) – A kötetből részletek olvashatók a Magyar Elektronikus könyvtárból: Johann Heinrich Pestalozzi  válogatott műveiből – Az online formátumú szövegeket követő Kísérő írásban a fordításra vonatkozó ismeretek is olvashatók. – Hozzáférés ideje: 2010. december 2. 22:20
- I. A. Kairov – N. K. Goncsarov stb.: Pedagógia – Tankönyvkiadó, Budapest, 1960, 556 o. (többekkel – 3. kiad. 1965)
- R. Wesley: Mindenki matematikája – Gondolat Kiadó, Budapest, 1963, 604 o.